# Bycanistes albotibialis
Bycanistes albotibialis е вид птица от семейство Носорогови птици (Bucerotidae).

## Разпространение
Видът е разпространен в Ангола, Бенин, Габон, Екваториална Гвинея, Камерун, Демократична република Конго, Република Конго, Нигерия, Судан, Уганда и Централноафриканската република.